# 2e corps d'armée royal bavarois
Pour les articles homonymes, voir 2e corps.
Le 2e corps d'armée royal bavarois est une grande unité et en même temps une autorité de commandement territoriale de l'armée bavaroise. Il est créé le 27 novembre 1815 en tant que commandement général à Wurtzbourg. Refondé lors de la réforme de l'armée du 1er février 1869, le district militaire comprend la partie nord de la Bavière sur la rive droite du Rhin. Le corps prend à la guerre franco-allemande de 1870 et à la Première Guerre mondiale. Il est dissous en même temps que l'armée bavaroise avec le traité de Versailles en 1919.

## Subordination

### Structure de paix en 1914
- 3e division à Landau
- 4e division à Wurtzbourg
- 2e régiment d'artillerie à pied à Metz
- 2e service du train
- Landwehr-Inspektion Landau

#### Commandement général
- Général commandant : General der Infanterie Karl von Martini (de)
- Chef de l'état-major : Oberstleutnant Franz Stängl
- État-major :
  - Major Ludwig Schraudenbach
  - Hauptmann Friedrich von Griesheim
  - Hauptmann Wilhelm Neusser

### Structure de guerre le2 août 1914
- 3e division d'infanterie
- 4e division d'infanterie
- Troupes du corps composées du 1er bataillon du 1er régiment d'artillerie à pied royal bavarois « vakant Bothmer » (de) (1er-4e batteries d'obusiers lourds de campagne, colonne de munitions légères), Département de l'aviation sur le terrain 2, département des transmissions 2, Scheinwerferzug du 2e bataillon et corps du génie Pont-train 2.
- Colonnes de munitions et de trains

#### Commandement
- Général commandant : General der Infanterie Karl von Martini
- Chef de l'état-major : Oberstleutnant Franz Stängl
- État-major :
  - Major Ludwig Schraudenbach
- Commandant des pionniers :
  - Major Laacke

## Histoire
La grande unité est créée à l'origine le 27 novembre 1815 sous le nom de Commandement général de Wurtzbourg, mais est dissoute le 1er juin 1822. Du 20 novembre 1848 au 1er septembre 1855, il existe sous le nom de 2e corps d'armée, avant que le commandement général de Wurtzbourg ne soit reconstruit le 1er février 1869 dans le cadre de la réforme de l'armée. Il comprend la partie nord de la Bavière sur la rive droite du Rhin. Après la formation du 3e corps d'armée royal bavarois (de) en 1900, le district du corps ne comprend que la Basse-Franconie et des parties de la Haute-Franconie et du Palatinat.

### Guerre franco-allemande de 1870
Le corps prend part à la guerre franco-allemande sous le général Jakob von Hartmann. La 3e armée du prince héritier de Prusse a une grande proportion de contingents allemands du sud, dont deux corps d'armée bavarois. Le 5e corps d'armée prussien et le 11e corps d'armée avance entre Germersheim et Landau, le corps suit à Bergzabern sur l'aile nord. Le 4 août 1870, le corps prend d'assaut Wissembourg, deux jours plus tard, il combat dans la bataille de Frœschwiller-Wœrth, avec la 3e division d'infanterie du général Wilhelm Walther von Walderstötten avançant du nord vers Fröschweiler. Le 14 août, les Bavarois obligent la forteresse de Marsal à se rendre et se dirigent vers Nancy. Le 25 août, la 3e armée doit virer à droite en direction du nord afin de repousser le gros de l'armée française contre la frontière belge. Le corps joue un rôle de premier plan dans la bataille de Sedan le 1er septembre. Bazeilles est pris d'assaut avec le 1er corps d'armée du général Ludwig von der Tann-Rathsamhausen, la 4e division d'infanterie du lieutenant-général Friedrich von Bothmer (de) approche la ville des deux côtés de la Meuse, conquérant les banlieues de Balan et Wadelincort. Après la capitulation française de Sedan, l'avance sur Paris reprend. Entre le 16 et le 19 septembre, le corps force le passage de la Seine à Corbeil et gagne à Bourg-la-Reine et au Petit-Bicètre. Lors du siège, les Bavarois occupent Châtillon défendu par le général Ducrot.

### Première Guerre mondiale
Au début de la guerre en août 1914, le corps s'attaque à la forteresse de Metz. Lors de la bataille de Lorraine, les 3e et 4e divisions d'infanterie avancent en direction du sud par Château-Salins (à l'ouest de Dieuze) jusqu'à la Meurthe près de Lunéville. Le corps prend part à la bataille de la trouée de  Charmes. À la suite de la course à la mer, le corps est déplacé à Péronne avec le 1er corps d'armée. Le corps tente de devancer le 11e corps d'armée français du général Joseph-Paul Eydoux au nord de celui-ci à Combles lors de l'avance sur Montauban. Début novembre, le corps du « Groupe Fabeck » au sud d'Ypres, les Bavarois réussissent à prendre Saint-Éloi lors de la première bataille le 10 novembre.
Lors de la bataille de la Somme en 1916 le corps est transféré dans la 1re armée, les 3e et 4e divisions d'infanterie sont dans le secteur de Martinpuich, l'aile gauche est en contact avec la 5e division d'infanterie qui défend près de Longueville. Fin septembre 1916, le corps est au Transloy par les troupes du 26e corps de réserve relevé et ramené à la 6e armée en Flandre dans l'ancienne zone de bataille près de Lille.
Le 5 janvier 1917, Otto von Stetten (de) prend la direction du corps qu'il occupe en tant que suppléant depuis novembre 1914. À Lille en 1917, le corps affronta le 2e corps australien (ANZAC Corps) sous les ordres du général Alexander Godley. Le matin du 21 mai 1917, la 2e armée britannique ouvre l'attaque sur l'arc Wytschaete avec 2 000 canons à la bataille de Messines. La grande offensive britannique débute le 7 juin par la démolition de 19 mines situées à une profondeur de 15 à 30 mètres. L'explosion fait littéralement exploser les positions allemandes et la 3e division d'infanterie subit de lourdes pertes. Au cours de la bataille de Passchendaele, le commandement général connu sous le nom de « groupe de Lille » est subordonné à la 4e armée et maintient les positions.
Le groupe Stetten participe à la bataille de la Lys. Il parvient à prendre Bois-Grenier par un flanc à droite, à pénétrer dans Fleurbaix et à accéder à la Lys à Bac Saint-Maur.
En octobre 1918, le corps protège la retraite à l'est de l'Escaut dans la région de Gavere.

## Général commandant
| Grade                  | Non                                            | Dates                             |
| ---------------------- | ---------------------------------------------- | --------------------------------- |
| General der Infanterie | Jakob von Hartmann                             | 8 janvier 1869 au 23 avril 1873   |
| Generalleutnant        | Joseph Maximilian von Maillinger (de)          | 24 avril 1873 au 4 juillet 1875   |
| General der Infanterie | Karl von Orff                                  | 5 juillet 1875 au 8 mai 1890      |
| General der Infanterie | Otto von Parseval (de)                         | 9 mai 1890 au 17 avril 1895       |
| General der Kavallerie | Emil von Xylander (de)                         | 18 avril 1895 au 22 mars 1905     |
| General der Infanterie | Theophil von Reichlin-Meldegg (de)             | 23 mars 1905 au 17 novembre 1908  |
| General der Infanterie | Alfred Eckbrecht von Dürckheim-Montmartin (de) | 18 novembre 1908 au 21 avril 1912 |
| General der Infanterie | Karl von Martini (de)                          | 22 avril 1912 au 4 novembre 1914  |
| Generalleutnant        | Otto von Stetten (de)                          | 5 novembre 1914 au 4 janvier 1917 |
| General der Kavallerie | Otto von Stetten                               | 5 janvier 1917 au 19 avril 1918   |
| General der Artillerie | Konrad Krafft von Dellmensingen                | 19 avril 1918 au 4 décembre 1918  |
| Generalleutnant        | Otto von Rauchenberger (de)                    | 20 décembre 1918 au 9 juin 1919   |
| Generalleutnant        | Hermann von Burkhardt (de)                     | 10 juin 1919 au 1 octobre 1919    |

## Source, notes et références
- (de) Cet article est partiellement ou en totalité issu de l’article de Wikipédia en allemand intitulé « II. Königlich Bayerisches Armee-Korps » (voir la liste des auteurs).

1. ↑  Wegner  1990, p. 664
2. ↑  Dermot Bradley (Hrsg.), Günter Wegner: Stellenbesetzung der Deutschen Heere 1815-1939. Band 1: Die Höheren Kommandostellen 1815-1939. Biblio Verlag, Osnabrück 1990,  (ISBN 3-7648-1780-1), S. 655–656.